# Lathyruszwever
De lathyruszwever (Neptis sappho) is een vlinder uit de onderfamilie Limenitidinae van de familie Nymphalidae, de vossen, parelmoervlinders en weerschijnvlinders. 

## Synoniemen
- Papilio aceris Esper, 1783
- Neptis intermedia Pryer, 1877
- Neptis uchidai Nakamura, 1931
- Papilio lucilla Schrank, 1801
- Papilio plautilla Hübner, 1799

## Kenmerken
De vleugels vertonen een zwartwitte tekening aan de bovenzijde en een geelwit strepenpatroon aan de onderzijde. De voorvleugellengte bedraagt 25 tot 27 millimeter. 

## Verspreiding en leefgebied
De soort komt voor in Centraal-Europa, de gematigde delen van Azië en Japan. In Nederland en België komt de soort niet voor. De soort vliegt van mei tot augustus. De vlinder vliegt tot 1500 meter boven zeeniveau. De habitat van de soort is vochtig bos.

## Waardplanten
De waardplanten van de lathyruszwever zijn voorjaarslathyrus (Lathyrus vernus), zwarte lathyrus (Lathyrus niger) en andere Lathyrus-soorten. De rupsen van de lathyruszwever overwinteren.